# Hasan Cemal

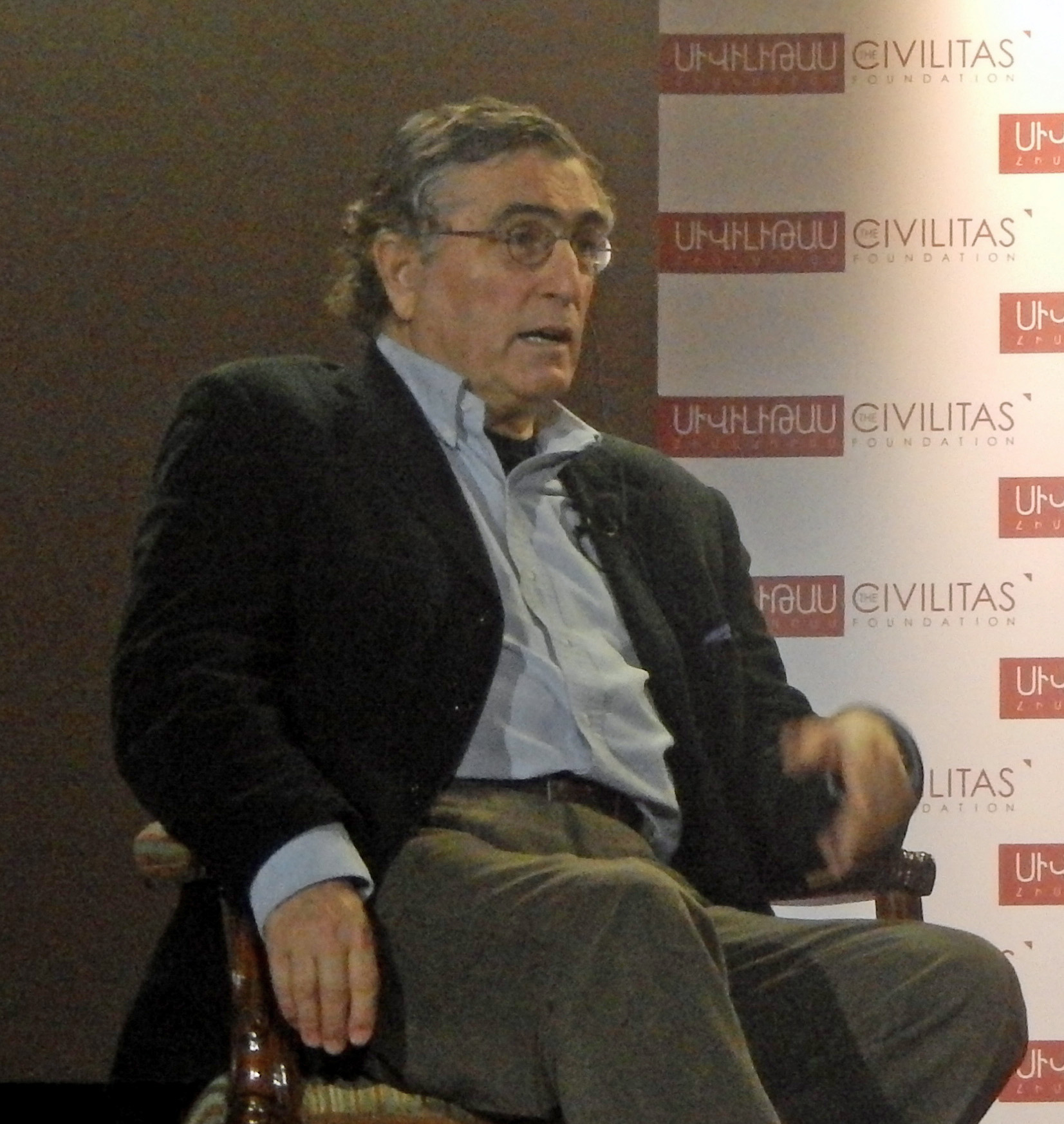
Hasan Cemal 2014

Hasan Cemal (* 1944 in Istanbul) ist ein prominenter türkischer Journalist und Schriftsteller.
Cemals Großvater, Cemal Pascha, war ein Mitglied des jungtürkischen Triumvirats. Dieses Triumvirat führte das Osmanische Reich in den Ersten Weltkrieg an der Seite des Deutschen Reiches unter Wilhelm II. Das Triumvirat war daher auch mitverantwortlich für den Völkermord an den Armeniern 1915.

## Karriere
Hasan Cemal schloss 1965 erfolgreich das Studium an der Politischen Fakultät der Universität Ankara ab. 1969 begann er seine Tätigkeit als Journalist bei der Zeitschrift Devrim. Danach arbeitete er bei den Zeitschriften Yeni Ortam, Anka Ajansı und Günaydın, bis er 1973 zu einer der ältesten türkischen Zeitungen, der Cumhuriyet, wechselte. Zwischen 1981 und 1982 war er Chefredakteur der Cumhuriyet. Danach schrieb er zwischen 1992 und 1998 bei der Sabah, später schrieb er für die Milliyet. Neben seiner Arbeit als Journalist schrieb er Bücher über kontroverse Themen. Sein letztes Buch 1915: Ermeni Soykırımı behandelt den Völkermord an den Armeniern.

## Familie
Hasan Cemal stammt aus einer Familie, die den multikulturellen Charakter des osmanischen Reiches widerspiegelte. Seine Großeltern väterlicherseits waren der osmanische Pascha Cemal Bey und Serezli Hanım aus Nordgriechenland. Seine Großeltern mütterlicherseits waren der tscherkessischstämmige Sait Bey und die Georgierin Seniha Hanım. Beide Großväter hatten eine militärische Laufbahn durchlaufen. Hasan Cemals Vater Ahmet Rüştü Bey (1900–1980) war der älteste Sohn der Familie. Einige Zeit lebte er in Deutschland und kehrte Ende der 1920er wieder in die Türkei zurück. Eine diplomatische Karriere in der neuen türkischen Republik blieb ihm wegen der Zugehörigkeit Cemal Paschas zur alten Elite verwehrt. Er arbeitete unter anderem als Dolmetscher für Deutsch in verschiedenen türkischen Firmen. Seine Ehefrau wurde später Ayşe (Bozok). Hasan Cemal selbst hat zweimal geheiratet. Aus seiner ersten Ehe mit Necla (Aksoy) stammt die Tochter Elif (* 1972) und aus der zweiten Ehe mit Ayşa Hanım die Tochter Defne.

## Völkermord an den Armeniern
Hasan Cemal setzte sich in seinem 2012 veröffentlichten Buch 1915: Ermeni Soykırımı (1915: Der Völkermord an den Armeniern) mit der eigenen Familiengeschichte in Bezug auf den Völkermord, zu dessen Hauptverantwortlichen sein Großvater Cemal Pascha gehörte, auseinander. Bis in die 1980er Jahre folgte Hasan Cemal der offiziellen Lesart der türkischen Regierung, die den Völkermord leugnet und eine Anerkennung der Ereignisse 1915 als „Genozid“ ablehnt. In den 1990er Jahren fing Cemal an, sich mit den Büchern des türkischen Historikers Taner Akçam zu beschäftigen, die ihn dazu bewegen die offizielle türkische Geschichtsschreibung, den türkischen Umgang mit dieser Thematik und in diesem Zusammenhang auch seine eigene Familiengeschichte zu hinterfragen. Bei einem Vortrag vor Vertretern der armenischen Diaspora in Los Angeles im März 2011 spricht Hasan Cemal erstmals öffentlich von „Völkermord“:

„Ich kenne und verstehe Ihren Schmerz, ich bin hier, um den Schmerz des Völkermordes mit Ihnen zu teilen.“

 Cemals Buch 1915: Ermeni Soykırımı ist seinem armenischen Journalistenkollegen und Freund Hrant Dink gewidmet, der 2007 auf offener Straße in Istanbul erschossen wurde. Dinks Tod stellte einen Wendepunkt für Hasan Cemal dar, sich intensiv mit diesem Teil der türkischen Geschichte auseinanderzusetzen. Im Jahre 2008 besuchte Cemal das Völkermordmahnmal in Armenien und legte weiße Nelken vor der „ewigen Flamme“ nieder. Er gab an, dass in der Türkei die Angst vor der Geschichte regiere. Von türkisch-nationalistischen Kreisen wurde Cemal, so wie Taner Akcam zuvor, für seine Haltung als Vaterlandsverräter beschimpft.
Anlässlich des Welttages der Pressefreiheit 2014 wurde er von Reporter ohne Grenzen als einer der weltweit „hundert Helden der Informationsfreieheit“ genannt.

## Platform 24
Cemal hat 2013 die „Plattform 24 für unabhängigen Journalismus“ gegründet und leitet sie auch seit dieser Zeit.

## Werke
- Tank Sesiyle Uyanmak. Everest Yayınları, Istanbul 1986, ISBN 605-141-078-3. (Mit Panzerlärm aufwachen)
- Demokrasi Korkusu. Doğan Kitapçılık, Istanbul 1986, ISBN 975-6770-84-8. (Die Furcht vor der Demokratie)
- Tarihi Yaşarken Yakalamak. Doğan Kitapçılık, Istanbul 1987, ISBN 975-6770-66-X.
- Özal Hikayesi. Everest Yayınları, Istanbul 1989, ISBN 605-141-611-0. (Die Geschichte [Turgut] Özals)
- Kimse Kızmasın, Kendimi Yazdım. Doğan Kitapçılık, Istanbul 1999, ISBN 975-991-903-6. (Keiner soll schimpfen, ich habe mich selber geschrieben)
- Kürtler. Doğan Kitapçılık, Istanbul 2004, ISBN 975-991-515-4. (Die Kurden)
- Cumhuriyet'i Çok Sevmiştim. Everest Yayınları, Istanbul 2005, ISBN 605-141-664-1. (Ich liebte die Republik sehr)
- Türkiye'nin Asker Sorunu. Doğan Kitapçılık, Istanbul 2010, ISBN 978-605-111-628-0. (Das Problem der Türkei mit den Soldaten)
- Barışa Emanet Olun. Everest Yayınları, Istanbul 2011, ISBN 978-975-289-931-5.
- 1915: Ermeni Soykırımı. Everest Yayınları, Istanbul 2012, ISBN 978-605-141-513-0. (1915: Der armenische Völkermord)